# Музична пилка

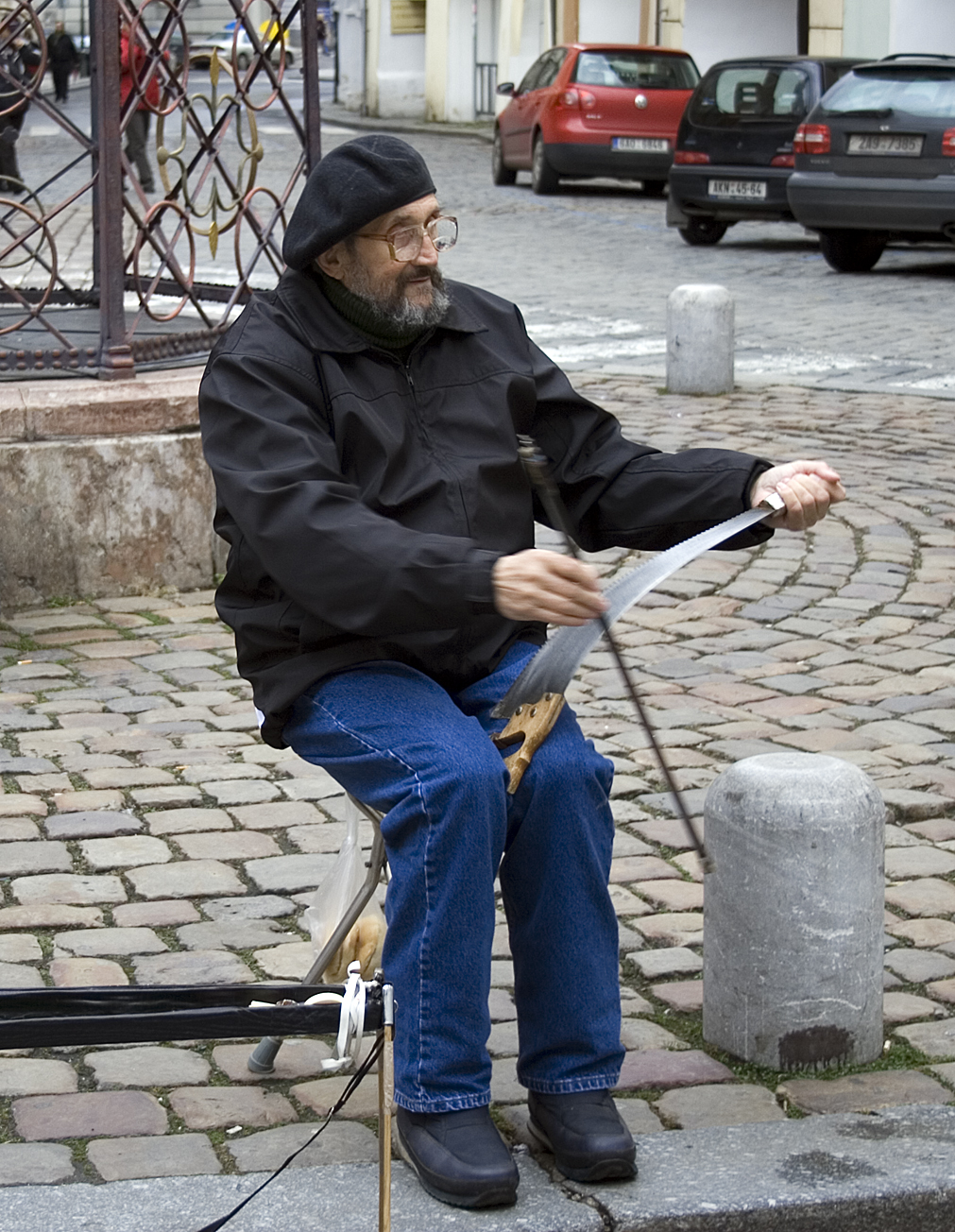
Музикант грає в Празі на музичній пилці

Музи́чна пи́лка — пилка, яку використовують як музичний інструмент. На інструменті грають головним чином глісандо, і звук, який вона видає, нагадує звуки терменвокса.

## Історія

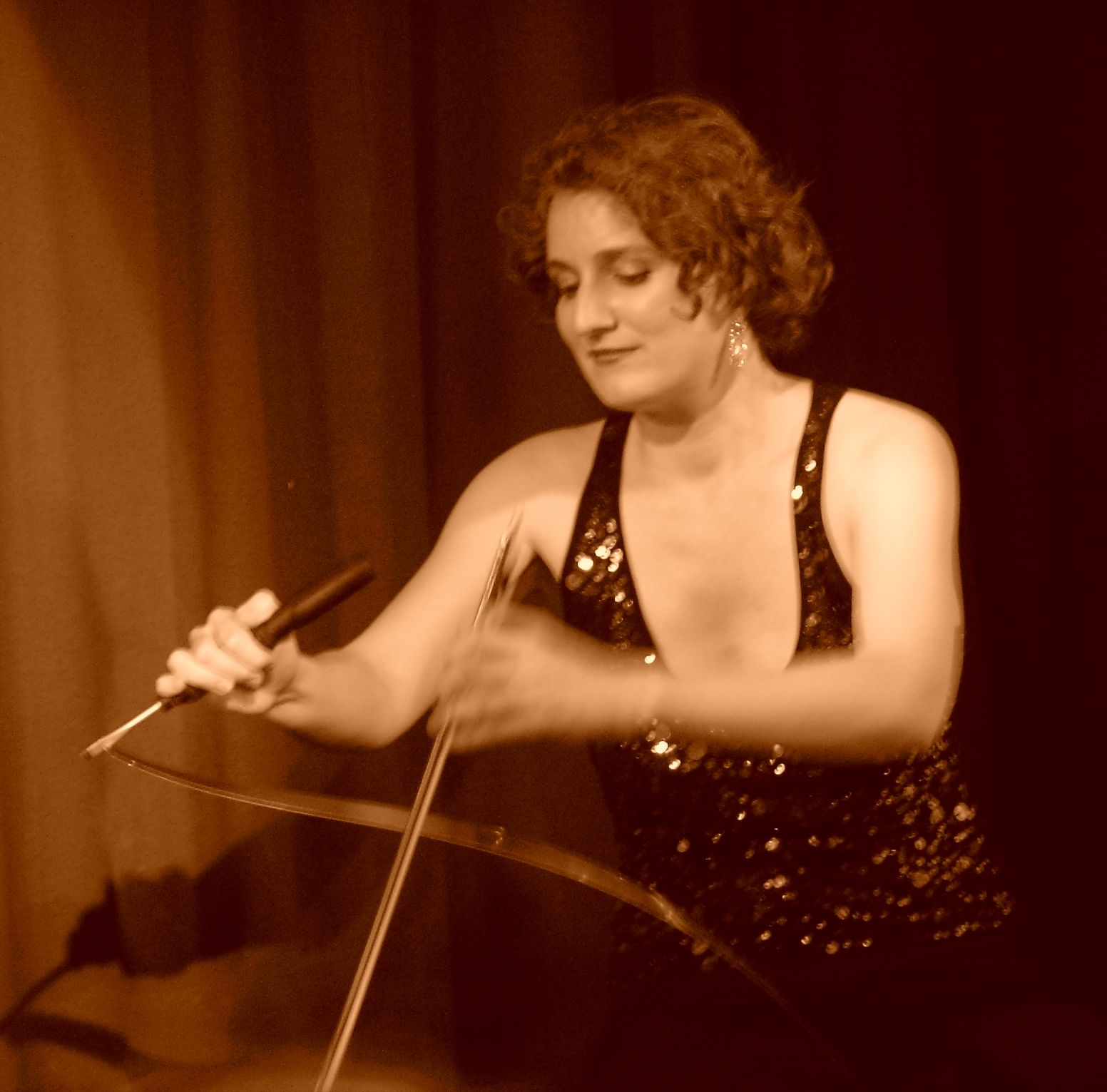
«Співаюча музична пилка».

Появу ручної пилки відносять до часів Стародавнього Єгипту. Єгиптяни використовували її для розпилювання деревини. Матеріалом для виготовлення полотна слугувала бронза, яку розплющували молотком. М'якість металу потребувала частого точіння інструменту. Декілька старовинних пилок дійшло і до наших днів, але без руків'їв. Давньоєгипетські пилки були коротші за сучасні. Стандартну ручну пилку зі сталі винайшли у другій половині XVII століття в Англії, там же розпочали і її виробництво. З того часу цей інструмент став доступним широким верствам населення. З середини XVIII століття почалось промислове виробництво ручних пилок, що зробило їх ще популярнішими. В XIX столітті пилка набула сучасного вигляду.
Достеменно не відомо, коли саме пилку почали використовувати як музичний інструмент. За припущеннями, ця ідея належить французьким лісорубам, які наприкінці XIX століття навчились за допомогою молотків та шнурка (на зразок смичка) видобувати із пилки звуки. За іншою версією, вперше її почали використовувати як музичний інструмент в американських Аппалачах (також у XIX столітті). В цей період було видано декілька патентів на винахід як в Європі, так і в  Америці.
Вже до 1900-го року в США було більше десяти компаній, які спеціалізувалися на виробництві музичних пилок. У 1900-их роках музична пилка поширилась серед циркових артистів та артистів вар'єте. Завдяки невеликій вартості та зручності в транспортуванні нею користувались вуличні артисти, співаки тощо. Свого розквіту музична пилка досягла у жанрі водевілю, однак зникла під час Другої світової війни. Цей занепад пояснюють тим, що у воєнний час уся сталь йшла на виробництво зброї, а молоді чоловіки йшли на фронт і старшому поколінню нікому було передавати свої знання. Після деякого занепаду в другій половині XX століття виробництво музичних пилок знов зросло. Зараз музичні пилки виробляють здебільшого в Англії та Швеції.

## Принцип дії
При грі на музичній пилці її, як правило, затискають між колінами (стороною із руків'ям), лівою рукою тримаючи за інший край, загибають у вигляді букви S і правою рукою водять по пилці скрипковим смичком. Зміна тональності звучання відбувається за рахунок загибання пилки під час гри, що потребує значних зусиль від лівої руки. Не зважаючи на такі труднощі, відомо декілька жінок-музикантів, які грають на пилці. Для спрощення тримання пилки лівою рукою часто використовують кругле дерев'яне руків'я, яке прорізом вставляють в край полотна. Сучасні музичні пилки виробляють з особливої сталі. Конструкційно вони зберегли свій вигляд, в тому числі й зубці, але їх не розводять і не заточують. При цьому біля руків'я частина зубців відсутня. Це зроблено задля попередження пошкоджень одягу музикантів. Тембр звучання такого інструменту дуже подібний на чистий, ніжний жіночий голос.

## Значення
Багато виробників ручних пилок мають в асортименті своєї продукції музичну пилку. Наприклад, англійський виробник ручних інструментів Thomas Flinn & Co сьогодні виготовляє під маркою Parkstone (Roberts & Lee) три розміри пилок з низьким, середнім та високим звучанням. Це єдина компанія у сучасній Великій Британії, що виробляє музичні пилки. 
Музичну пилку використовують як сольний інструмент, так і у складі оркестру (чи іншого музичного супроводу). Однією з відомих актрис, які грали на музичній пилці, була Марлен Дітріх. В 1975 році композитор Джек Ніцше використав звуковий ефект музичної пилки у фільмі «Пролітаючи над гніздом зозулі», що привернуло увагу критиків до цього інструменту. Російський музикант, автор-виконавець Павло Кашин використовував пилку під час запису декількох альбомів. 
У Нью-Йорку регулярно проходить Міжнародний фестиваль музичної пилки (англ. New York City Musical Saw Festival). В 2009 році під час цього фестивалю був зареєстрований рекорд для Міжнародної книги рекордів Гіннеса: 53 музиканти в ансамблі зіграли на пилках Ave Maria Франца Шуберта під акомпанемент церковного органу.